# Henri de Nassau-Dillenbourg (1641-1701)
Pour les articles homonymes, voir Henri de Nassau-Dillenbourg.
Henri de Nassau-Dillenbourg, (en allemand Heinrich von Nassau-Dillenbourg), né le 28 août 1641 à Dillenburg, décédé le 18 avril 1701 à Ludwigsbrunn.
Il fut prince de Nassau-Dillenbourg.

## Famille
Fils de Georges de Nassau-Dillenbourg et d'Anne-Augusta de Brunswick-Wolfenbüttel.
En 1663, Henri de Nassau-Dillenbourg épousa Dorothée-Élisabeth de Brieg (1646-1691), (fille du duc Georges III de Brzeg)
Seize enfants sont nés de cette union :
- Sophie de Nassau-Dillenbourg (1666-1733), en 1695 elle épousa le prince Guillaume-Louis d'Anhalt-Harzgerode (mort en 1709)
- Georges de Nassau-Dillenbourg (1667-1681)
- Albertine de Nassau-Dillenbourg (1668-1719)
- Guillaume II de Nassau-Dillenbourg (1670-1724), prince de Nassau-Dillenbourg, en 1699 il épousa Dorothée de Schleswig-Holstein-Plon (1676-1727), (deux enfants)
- Charles de Nassau-Dillenbourg (1672-1672)
- Adolphe de Nassau-Dillenbourg (1673-tué en 1690 à la bataille de Fleurus)
- Frédérique de Nassau-Dillenbourg (1674-1724)
- Dorothée de Nassau-Dillenbourg (1676-1676)
- Wilhelmine de Nassau-Dillenbourg (1677-1727)
- Frédéric de Nassau-Dillenbourg (1678-1681)
- Charlotte de Nassau-Dillenbourg (1680-1738), en 1706 elle épousa le prince Guillaume de Nassau-Usingen (1684-1718)
- Louis de Nassau-Dillenbourg (1681-1710)
- Jean de Nassau-Dillenbourg (1683-1690)
- Dorothée de Nassau-Dillenbourg (1685-1686)
- Christian de Nassau-Dillenbourg (1688-1739), dernier prince de Nassau-Dillenbourg, en 1725 il épousa Isabelle de Nassau-Dietz (1692-1757), (fille du prince Henri-Casimir II de Nassau-Dietz)

Henri de Nassau-Dillenbourg appartint à la lignée de Nassau-Dillenbourg, cette cinquième branche est issue de la seconde branche de la Maison de Nassau. La lignée de Nassau-Dillenbourg appartient à la tige Ottonienne qui donna des stathouders à la Hollande, à la Flandre, aux Provinces-Unies, mais également un roi à l'Angleterre et l'Écosse en la personne de Guillaume III d'Orange-Nassau.
Cette branche des comtes et princes de Nassau-Dillenbourg s'éteignit en 1739 avec le prince Christian de Nassau-Dillenbourg, mais elle se perpétue avec la branche collatérale des Orange-Nassau, ils possèdent en commun les mêmes ascendants, les comtes de Nassau-Dillenbourg, dont le premier comte fut Jean Ier de Nassau-Dillenbourg.
Au décès de Christian de Nassau-Dillenbourg, en 1739, son comté fut intégré à celui de Nassau-Orange (Nassau-Dietz)